# Lagunda församling
Lagunda församling är en församling i Upplands västra kontrakt i Uppsala stift. Församlingen ligger i Enköpings kommun i Uppsala län. Församlingen utgör ett eget pastorat.

## Administrativ historik
Församlingen bildades den 1 januari 2010 genom sammanslagning av nedanstående tio församlingar:
- Biskopskulla församling
- Fittja församling
- Fröslunda församling
- Giresta församling
- Gryta församling
- Hjälsta församling
- Holms församling
- Kulla församling
- Långtora församling
- Nysätra församling

## Kyrkor
- Biskopskulla kyrka
- Fittja kyrka
- Fröslunda kyrka
- Giresta kyrka
- Gryta kyrka
- Hjälsta kyrka
- Holms kyrka
- Kulla kyrka
- Långtora kyrka
- Nysätra kyrka
- Mariakyrkan